# Смольянская
Смольянская  — деревня в Вельском районе Архангельской области. Входит в состав  Муниципального образования «Хозьминское»

## География
Деревня расположена на правом берегу реки Елюга, притока реки Вель. Ближайшие населённые пункты - Бурцевская на юге и Дымковская 2-я на востоке. В двух километрах на северо-запад расположена деревня Гридинская. Расстояние до административного центра поселения, посёлка Хозьмино, составляет 15 км пути на автотранспорте. Расстояние до железнодорожной станции в городе Вельск — 57 км.
Часовой пояс
Смольянская, как и вся Архангельская область, находится в часовой зоне МСК (московское время). Смещение применяемого времени относительно UTC составляет +3:00.

## Население
| 2002 | 2010 | 2012 | 2014 |
| ---- | ---- | ---- | ---- |
| 130  | ↘88  | ↗109 | ↘100 |

## История
Указана в «Списке населённых мест по сведениям 1859 года» в составе Вельского уезда Вологодской губернии под номером «2222» как «Смольянская(Смоленецъ)». Насчитывала 52 двора, 72 жителя мужского пола и 76 женского.
В материалах оценочно-статистического исследования земель Вельского уезда упомянуто, что в 1900 году в административном отношении деревня входила в состав Смольянского сельского общества Есютинской волости. На момент переписи в селении Смольянское находилось 34 хозяйства, в которых проживало 88 жителей мужского пола и 108 женского.